# Microgale cowani
Microgale cowani là một loài động vật có vú thuộc họ Tenrecidae. Nó là loài đặc hữu của Madagascar. Môi trường sinh sống tự nhiên của nó là rừng núi cao ẩm ướt nhiệt đới hoặc cận nhiệt đới hoặc rừng đất thấp ẩm nhiệt đới hoặc cận nhiệt đới, đồn điền và rừng đã bị xuống cấp nặng. Nó bị đe dọa mất môi trường sinh sống.

## Hình ảnh

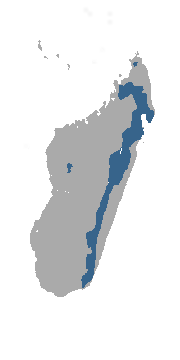